# François Ruffin
François Marcel Joseph Bernard Ruffin (Calais, 18 ottobre 1975) è un politico, giornalista e regista francese.

## Biografia
Redattore capo del trimestrale satirico Fakir, da lui fondato, è noto soprattutto per aver diretto il docufilm Merci patron! e per aver svolto un ruolo determinante nella formazione del movimento Nuit debout.
Dal 2017 è parlamentare in rappresentanza del collegio elettorale della Somme nell'Assemblea nazionale.